# Zapadnovogelkopski jezici
Zapadnovogelkopski jezici (Zapadni Bird’s Head jezici), skupina od (5) zapadnopapuanskih jezika koji se govore na indonezijskom području Nove Gvineje. Obuhvaća jezike kalabra [kzz], 3.290 (2000); moi [mxn], 4.600 (1993 R. Doriot); moraid [msg], 1.000 (1988 SIL); seget [sbg], 1.200 (1988 SIL); i tehit [kps], 10.000 (2000 R. Hesse)

## Vanjske poveznice
- Ethnologue (14th)
- Ethnologue (15th)